# Султанов, Павел Владимирович
Павел Владимирович Султанов (17 июля 1993 года) — российский футболист, полузащитник.

## Карьера
Воспитанник ДЮСШ «Жемчужина» (Сочи). Первым профессиональным клубом Султанова стала «Балтика», з которую он ни разу не сыграл. Позднее выступал за российские команды «Авангард» Курск, «Сатурн» Раменское, «Лада-Тольятти», а также за украинский любительский коллектив «Заря» (Белозорье).
4 августа 2016 года перешёл в белорусский клуб высшей лиги «Славия-Мозырь». Через два дня полузащитник дебютировал за свою команду в игре против «Нафтана», которая закончилась победой «Славии» со счетом 2:0.